# Carl Engel von der Rabenau

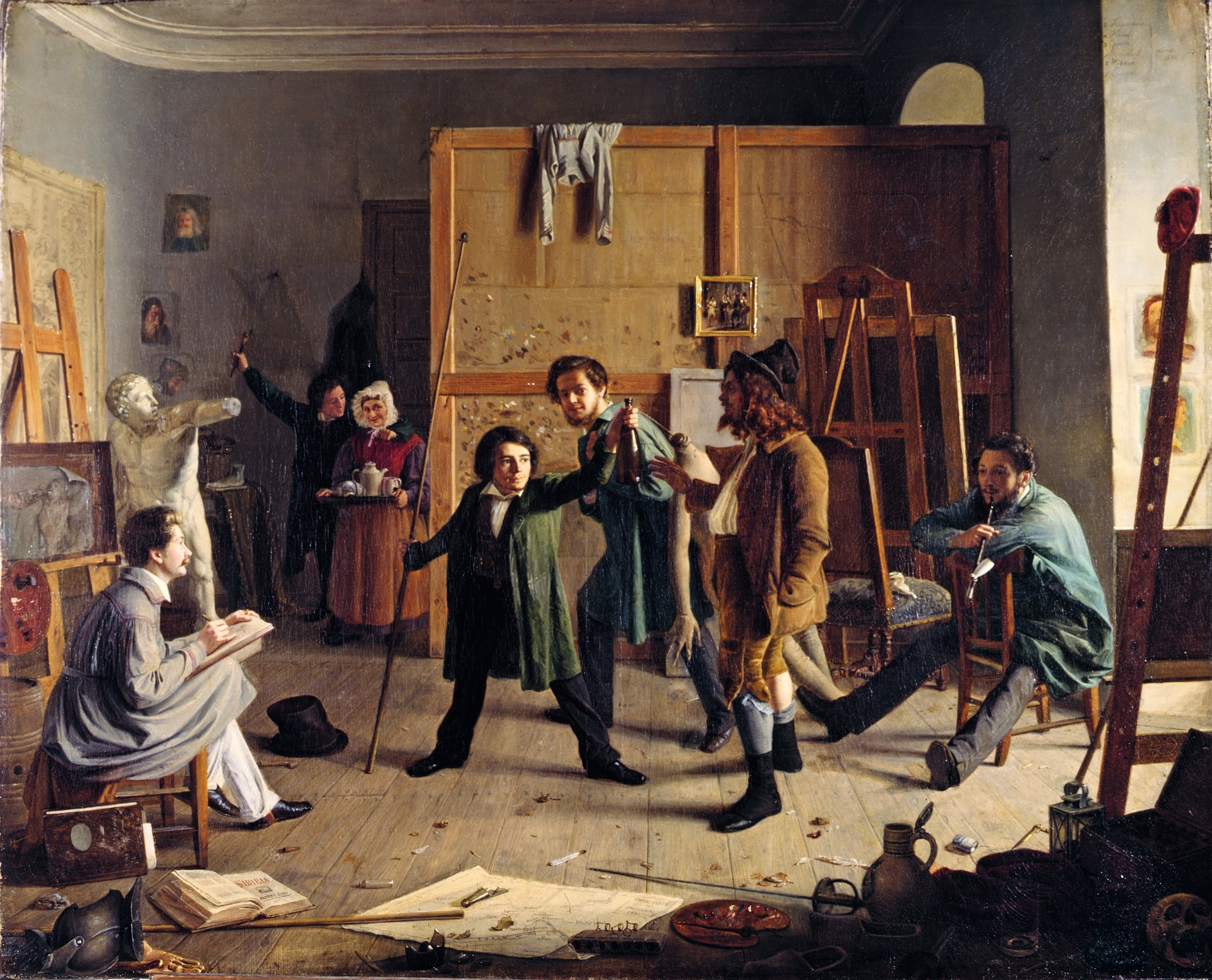
Engel von der Rabenau (neben der Atelierdienerin) in Hasenclevers Atelierszene, 1836

Carl Engel, genannt Engel von der Rabenau (* 25. Oktober 1817 in Londorf, Landkreis Gießen in Oberhessen; † 31. März 1870 in Rödelheim, heute: Stadt Frankfurt am Main), war ein deutscher Maler des späten Biedermeier.

## Leben
Carl Engel wurde als jüngster Sohn des Freiherrlich von Rabenauschen Rentmeisters und Oberverwalters Carl Wilhelm Engel (1761–1826) und dessen Ehefrau Christine Philipine, geb. Pfeiff (1780–1874), geboren. Er besuchte von 1826 bis 1832 eine Privatschule in Gießen und danach zwei Jahre lang die Zeichenschule Franz Hubert Müller in Darmstadt. In den Jahren 1834 bis 1836 studierte er unter Theodor Hildebrandt an der Kunstakademie Düsseldorf, wo er durch seine „Studienköpfe“ hervorstach. In den Jahren 1835 bis 1836 stellte er in Düsseldorf Bildnisse aus, aber auch das Genrebild Das Entennest von zwei Knaben entdeckt. Bis 1839 studierte er dann an der Akademie in München. In München lernte er den Bildhauer Johann Baptist Scholl kennen, mit dem er 1838 eine Alpenreise unternahm. 1839 folgte eine ausgedehnte Studienreise durch Süddeutschland. In den Jahren 1841–1842 war er in Frankfurt am Main ansässig und 1842 siedelte er nach Rödelheim über, wo er bis zu seinem Tode wohnte. Am 16. Oktober 1842 heiratete er in Londorf Anna Margarethe Rabenau aus Londorf.
Porträtiert wurde Engel von der Rabenau 1836 durch den Maler Johann Peter Hasenclever in dessen Genrebild Atelierszene.

## Werke

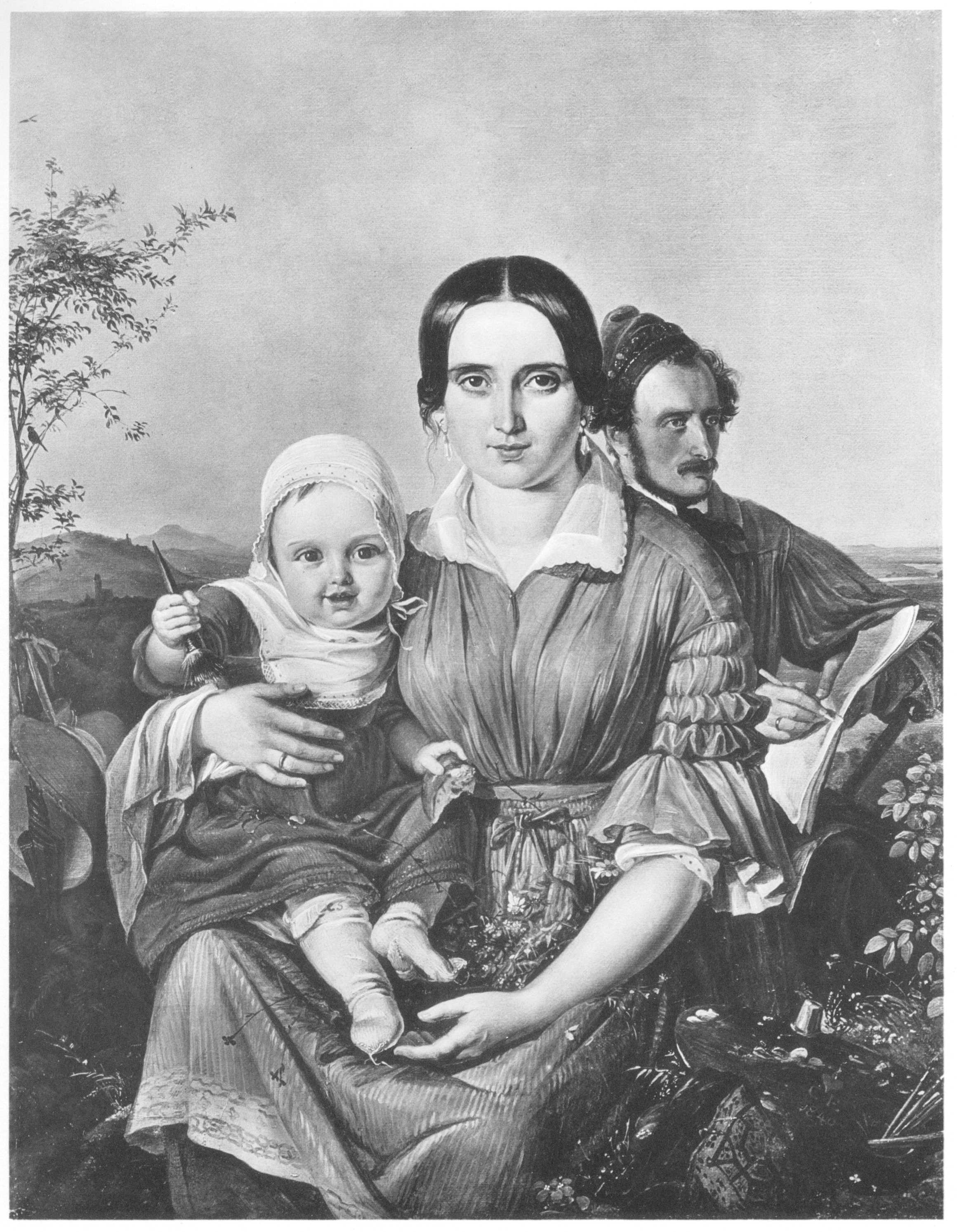
Die Familie des Malers Karl Seeger

- Die Silberhochzeit von Heinrich und Cecilie de Bary, Öl auf Holz 1837, 33,4 × 23,5 cm, 1987 Privatbesitz in der Schweiz
- Blick in das Studio des Bildhauers Scholl, Öl auf Leinwand 1838, 73 × 90 cm, Hessisches Landesmuseum Darmstadt, Darmstadt
- Münchner Mädchen (auch Bürgermädchen bei Bier und Rettich im Englischen Garten genannt), Öl auf Leinwand, 82,5 × 67,6 cm, 1987 Privatbesitz
- Familienbildnis Rat Debus, Öl auf Leinwand 1840, 56,5 × 65,4 cm. 2011 vom Verein der Freunde und Förderer des Landesmuseums erworben und dem Landesmuseum übergeben[4]
- Portrait der Familie des Malers Karl Ludwig Seeger, Öl auf Leinwand, nach 1840. Beim Brand des Glaspalastes in München 1931 verbrannt.
- Die Ruine der Burg Vetzberg bei Gießen dazu Buschwerk mit Mauer und Ansicht einer Stadt, Aquarell über Bleistift, 30,3 × 25,7 cm. Seit 1920: Frankfurt am Main
- Portrait des Adalbert Freiherr von Nordeck zur Rabenau (1817–1892); Privatbesitz, Bildarchiv Marburg-Bildindex der Kunst und Architektur
- Wirtshausszene; Bleistiftzeichnung; Carl Engel von der Rabenau (1817–1870) zugeschrieben, rechts unten monogrammiert C. E., Bleistiftzeichnung, schwarz laviert, auf Naturpapier, 27 × 34,8 cm, kaschiert, fleckig, Passep., o. R., (Sch), Versteigerung Palais Dorotheum Wien 27. Oktober 2008, Nr. 218
- Talburg Rabenau, Öl auf Eichenholz, 28,5 × 33 cm, Privatbesitz
- Der Liebesbrief, Öl auf Leinwand, 53 × 43 cm, Privatbesitz

## Ausstellungskatalog
- Walter Stolle/Hessischer Museumsverband: Carl Engel, genannt von der Rabenau: Ein hessischer Maler im späten Biedermeier. Kassel 1987, ISBN 3-9801529-2-8.